# St. Peter (Speyer)

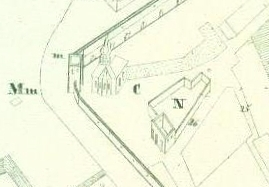
Allerheiligenstift (N) und St. Peter (C) um 1730

Die Peterskirche in Speyer war dort die einst kleinste romanische Kirche und befand sich nordöstlich vom Allerheiligenstift. Wegen ihrer geringen Größe wurde sie auch „Peterskirchlein“ genannt.

## Geschichte
Die Kirche soll 1157 vom Domscholaster Johannes von Erenberg erbaut worden sein. Nach neueren Erkenntnissen ist die Kirche aber wohl älter und wurde im 11. Jahrhundert in direkter Nachbarschaft zum Allerheiligenstift als Kirche im frühromanischen Stil erbaut. Im späten 12. Jahrhundert wurde die Kirche erneuert. Das Gotteshaus war nur etwa 30 m lang, 12 m breit und im Turm 30 m hoch. Beim Speyerer Stadtbrand von 1689 wurde die Kirche bis auf Turm und Umfassungsmauern zerstört. Sie wurde nicht mehr wieder aufgebaut und blieb über 100 Jahre als Ruine liegen, bevor man sie auf Abbruch versteigert und abriss.

## Überbleibsel
Ein Rest der St. Peters-Kirche, die Chorstrebepfeiler und Teile der Westwand, ist im Wohnhaus in der Allerheiligenstraße 21 eingebaut worden. Die Peterskirche ist auf dem Vogelschauplan der alten Freien Reichsstadt Speyer von Philipp Stürmer im Historischen Museum der Pfalz zu sehen. Im Stadtarchiv Speyer ist eine Zeichnung der Ruine von Kreisarchivar Peter Gayer (1793–1836) erhalten. Gemäß dieser Zeichnung waren die Bauformen zuletzt stark von der Gotik bestimmt.